# Економіка. Екологія. Соціум
«Економіка. Екологія. Соціум» — електронний науковий журнал, заснований у 2017 році.

## Редакція
Головний редактор — доктор економічних наук, професор Коваль Віктор Васильович

## Тематична спрямованість
Журнал висвітлює авторські дослідження та розробки щодо теоретичних та прикладних питань розвитку економіки, національних, регіональних та локальних соціо-економіко-екологічних систем, їх інтеграції у світове господарство, формування бізнес-середовища та нових форм підприємництва, впровадження економічних інновацій
Електронний науково-практичний журнал «Економіка. Екологія. Соціум» виходить чотири рази на рік й поширюється через мережу Інтернет. Видання з відкритим доступом, що означає, що весь вміст знаходиться у вільному доступі та є безкоштовним для користувача або його установи.
Редколегія видання здійснює зовнішнє та внутрішнє рецензування всіх статей, що надходять до неї. До складу редколегії журналу входять провідні українські та іноземні фахівці.
Журнал орієнтований на науковців, викладачів, управлінців, спеціалістів народного господарства, підприємців, аспірантів.